# Municipio de Prosper (Dakota del Sur)
El municipio de Prosper (en inglés: Prosper Township) es un municipio ubicado en el condado de Davison en el estado estadounidense de Dakota del Sur. En el año 2010 tenía una población de 655 habitantes y una densidad poblacional de 7,01 personas por km².

## Geografía
El municipio de Prosper se encuentra ubicado en las coordenadas 43°37′20″N 98°2′10″O / 43.62222, -98.03611. Según la Oficina del Censo de los Estados Unidos, el municipio tiene una superficie total de 93.45 km², de la cual 93,02 km² corresponden a tierra firme y (0,45 %) 0,42 km² es agua.

## Demografía
Según el censo de 2010, había 655 personas residiendo en el municipio de Prosper. La densidad de población era de 7,01 hab./km². De los 655 habitantes, el municipio de Prosper estaba compuesto por el 98,32 % blancos, el 0,15 % eran amerindios, el 0,61 % eran asiáticos, el 0,15 % eran de otras razas y el 0,76 % eran de una mezcla de razas. Del total de la población el 0,15 % eran hispanos o latinos de cualquier raza.